# Małgorzata Olszak
Małgorzata Anna Olszak – polska ekonomistka, doktor habilitowany nauk ekonomicznych, adiunkt na Uniwersytecie Warszawskim, specjalistka od finansów oraz rachunkowości.

## Kariera naukowa
W 2007 roku na Wydziale Zarządzania Uniwersytetu Warszawskiego uzyskała stopień doktora nauk ekonomicznych na podstawie rozprawy pt. Wpływ norm adekwatności kapitałowej na zarządzanie portfelem kredytowym banków w Polsce, której promotorem był Marian Górski. W tym samym roku została zatrudniona na tejże uczelni. W 2016 roku uzyskała na Kolegium Zarządzania i Finansów Szkoły Głównej Handlowej w Warszawie stopień doktora habilitowanego nauk ekonomicznych na podstawie pracy pt. Procykliczność działalności bankowej.